# Pithotomus multiguttatus
Pithotomus multiguttatus är en stekelart som beskrevs av Heinrich 1978. Pithotomus multiguttatus ingår i släktet Pithotomus och familjen brokparasitsteklar. Inga underarter finns listade i Catalogue of Life.